# Ingeborg Tietze
Ingeborg Tietze (* 23. November 1919; † nach 1955) war eine deutsche Badmintonspielerin aus Kiel.
Sie gehörte zu den Pionieren des Badmintonsports in der Bundesrepublik Deutschland und war eine der herausragenden Persönlichkeiten in dieser Sportart in den 1950er Jahren. Gleich bei den ersten Titelkämpfen 1953 wurde sie Deutsche Meisterin im Einzel und im Doppel mit Eva Schön. 1954 konnte sie den Doppeltitel verteidigen. Sie war ebenfalls Spielerin der deutschen Badmintonnationalmannschaft.

## Erfolge
| Saison    | Veranstaltung                                 | Disziplin   | Platz | Name                                                           |
| --------- | --------------------------------------------- | ----------- | ----- | -------------------------------------------------------------- |
| 1952/1953 | Deutsche Einzelmeisterschaft                  | Dameneinzel | 1     | Ingeborg Tietze (Kieler BC 1949)                               |
| 1952/1953 | Deutsche Einzelmeisterschaft                  | Damendoppel | 1     | Ingeborg Tietze / Eva Schön (Kieler BC 1949)                   |
| 1953      | Schleswig-Holsteinische Einzelmeisterschaften | Dameneinzel | 1     | Ingeborg Tietze (Kieler BC)                                    |
| 1953      | Schleswig-Holsteinische Einzelmeisterschaften | Damendoppel | 1     | Ingeborg Tietze / Eva Schön (Kieler BC)                        |
| 1953/1954 | Deutsche Einzelmeisterschaft                  | Mixed       | 2     | Hans Walbrück / Ingeborg Tietze (1. DBC Bonn / BC Kiel)        |
| 1953/1954 | Deutsche Einzelmeisterschaft                  | Dameneinzel | 2     | Ingeborg Tietze (BC Kiel)                                      |
| 1953/1954 | Deutsche Einzelmeisterschaft                  | Damendoppel | 1     | Ingeborg Tietze (Kieler BC 1949) / Luise Schmitz (1. DBC Bonn) |
| 1955      | Schleswig-Holsteinische Einzelmeisterschaften | Dameneinzel | 1     | Ingeborg Tietze (Kieler BC)                                    |
| 1955      | Schleswig-Holsteinische Einzelmeisterschaften | Damendoppel | 1     | Ingeborg Tietze / Eva Semmelhack (Kieler BC)                   |